# واکلینووو
واکلینووو (به بلغاری: Vaklinovo) یک منطقهٔ مسکونی در بلغارستان است که در شهرستان ساتووچا واقع شده‌است.
 واکلینووو ۱۳٫۵۲۲ کیلومتر مربع مساحت و ۱٬۱۳۲ نفر جمعیت دارد و ۱٬۰۰۶ متر بالاتر از سطح دریا واقع شده‌است.